# The Murmurs
The Murmurs foi um duo estadunidense formado pelas cantoras e compositoras Leisha Hailey e Heather Grody.
Leisha Hailey e Heather Grody (Reid) começaram a se apresentar como The Murmurs em 1991, enquanto a dupla era estudante da American Academy of Dramatic Arts. A banda se tornou popular em East Village em Manhattan. Em 1994, The Murmurs assinou com MCA Records. Eles lançaram seu álbum de estréia major-auto-intitulado no mesmo ano. Seu single "You Suck" foi transmitido por rádio e ganhou atenção nacional.
Enquanto a música alcançou o número 89 nos Estados Unidos, foi o hit número um na Noruega, alcançando o status de Platina. A dupla expandiu-se para um grupo de quatro mulheres em 1997 com a adição da baixista Sheri Ozeki e da baterista Sherri Solinger. Eles lançaram Pristine Smut em 1997 e Blender  um ano depois.

## Discografia
Álbuns
- Who Are We (1991)
- Murmurs (1994)
- Pristine Smut (1997)
- Blender (1998)

Singles
- "You Suck" (1994)
- "White Rabbit" (1995)
- "I'm a Mess" (1997)
- "La Di Da" (1998)
- "Smash" (1999)